# Lago Rotoiti (Ilha Norte)

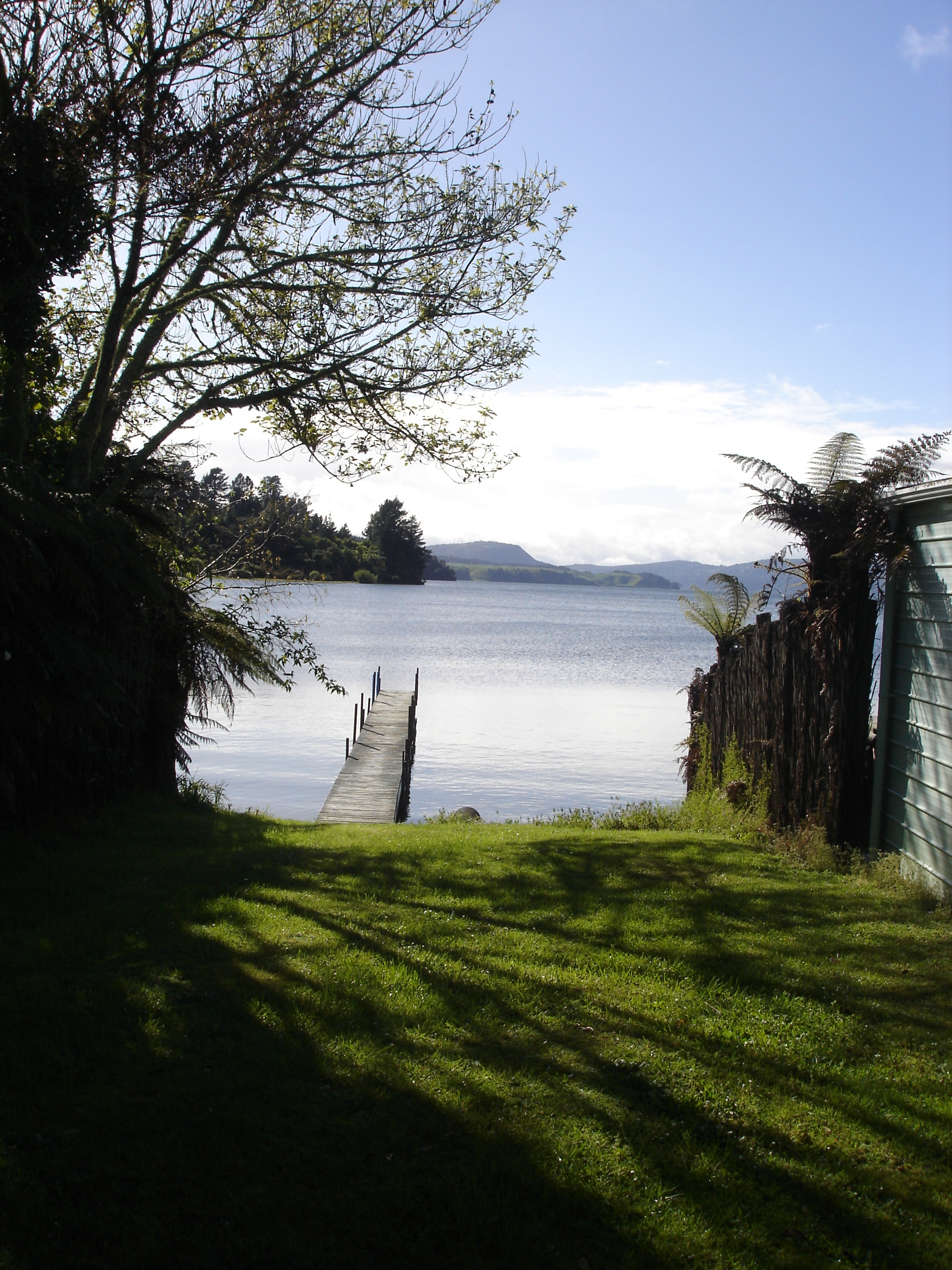

O lago Rotoiti é um lago situado na Baía de Plenty, na ilha Norte da Nova Zelândia. O lago fica perto da costa norte do seu vizinho mais famoso, o lago Rotorua, com o qual se conecta pelo Canal Ohau.